# Melanie Vallejo
Melanie Vallejo, född 27 oktober 1979 i Adelaide i South Australia, är en australisk skådespelerska med filippinsk och ukrainsk härkomst. Hon är mest känd för att spela rollen som Madison "Maddie" Rocca i superhjälteserien Power Rangers Mystic Force och Sophie Wong i dramaserien Winners & Losers. Hon har tidigare dejtat sin Power Rangers-motspelare Firass Dirani från 2006 till 2009.
Vallejo är sedan juni 2011 gift med reklamplaneraren Matt Kingston, med vilken hon har sonen Sonny Kingston (född 2016) och dottern Luna Grace (född 2019). Hon tog examen från dramacentret på Flinders University i Adelaide år 2001.

## Filmografi (i urval)

### Film
- 2018 – Upgrade

### TV-serier
- 2005 – All Saints (TV-serie)
- 2006 – Power Rangers Mystic Force (TV-serie)
- 2008 – Familjen Rafter (TV-serie)
- 2011–2016 – Winners & Losers (TV-serie)